# Denis Bogros
Pour les articles homonymes, voir Bogros.
Denis Bogros (9 janvier 1927 à Clermont-Ferrand - 18 décembre 2005 à Vichy) est un colonel de l'armée française et un écuyer du Cadre noir de Saumur, qui a écrit plusieurs ouvrages concernant le cheval de troupe de cavalerie.

## Biographie
né le 9 janvier 1927 à Clermont-Ferrand, Denis Bogros rejoint l'armée de terre et fait campagne en Allemagne, Indochine, Maroc et Algérie. Il devient officier de l'Arme blindée et de la cavalerie, officier des affaires indigènes et écuyer du Cadre noir de Saumur. Il enseigne personnellement l'équitation aux princes et princesses du Maroc. Il obtient un brevet des hautes études administratives sur l'Afrique et l'Asie à l'université de Paris en 1961, et un brevet d'état de professeur d'équitation en 1967.
À la fin de sa carrière militaire, en 1977, il est chef de corps du centre sportif d'équitation militaire de Fontainebleau. Il devient alors professeur d'équitation dans le civil en Auvergne, sa région natale, et conseiller technique pour l'organisation mondiale du cheval Barbe à Alger. 